# Odontognophos dagestanensis
Odontognophos dagestanensis là một loài bướm đêm trong họ Geometridae.